# Jakob Willemsz. Delff (der Ältere)

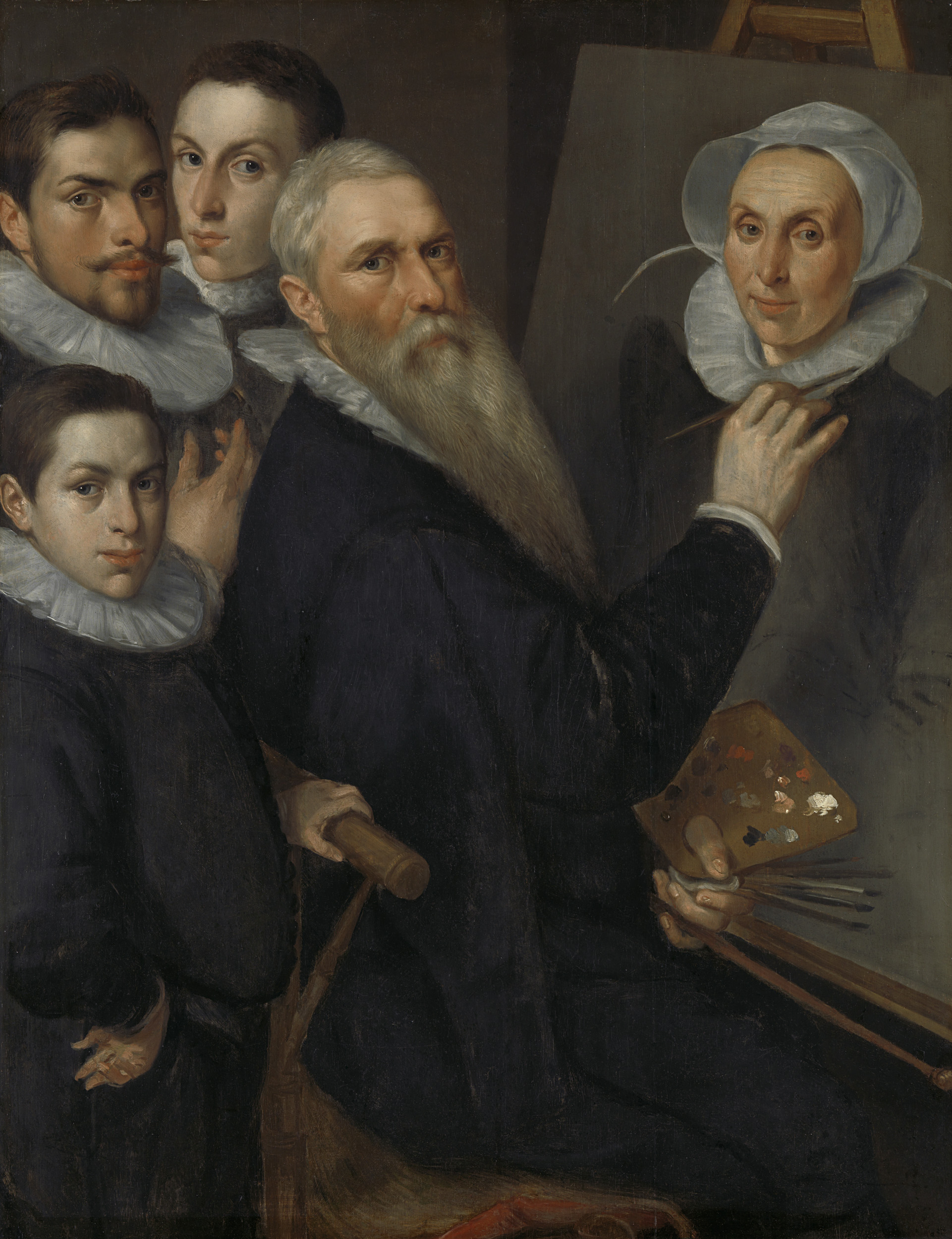
Selbstbildnis mit seinen 3 Söhnen und seiner Ehefrau (1590)

Jakob Willemsz. Delff, auch Delft, (der Ältere) (* um 1550 in Gouda; † 5. Mai 1601 in Delft) war ein holländischer Maler und Kupferstecher.
Er war ein begabter Maler und malte vor allem zahlreiche Porträts bekannter Persönlichkeiten. Zu seinen bekanntesten Arbeiten gehören das Bildnis der Offiziere der Schützengilde von 1592 und das Selbstporträt mit Familie von 1590.

## Familie
Jakob Willemsz. Delff war mit Maria Nagel († 1622) verheiratet. Das Paar hatte folgende Kinder:
- Willem Jakobsz. (1580–1638), Kupferstecher X 1618 Geertruid van Mierevelt
- Cornelis Jakobsz. (1571–1643), Stilllebenmaler; Vater von Adriaen Cornelisz. und Claudius Cornelisz.
- Rochus Jakobsz. (1572?–1617), Maler